# Sotspett
Sotspett (Mulleripicus fuliginosus) är en fågel i familjen hackspettar inom ordningen hackspettartade fåglar.

## Utbredning och systematik
Fågeln förekommer i Filippinerna på öarna Samar, Leyte och Mindanao. Den behandlas som monotypisk, det vill säga att den inte delas in i några underarter. Den betraktades tidigare som underart till Mulleripicus funebris, men urskiljs numera allmänt som egen art. I och med uppdelningen fördes trivialnamnet sotspett över till fuliginosus, medan funebris döptes om till sorgspett av BirdLife Sverige för att bättre återspegla de vetenskapliga namnens betydelse.

## Status
Den placeras i hotkategorin sårbar.